# Giải của Viện phim Úc cho nữ diễn viên chính xuất sắc nhất
Giải của Viện phim Úc cho nữ diễn viên chính xuất sắc nhất là một giải thưởng hàng năm của Viện phim Úc dành cho nữ diễn viên đóng vai chính trong một phim, được bầu chọn là xuất sắc nhất trong năm.

## Các người đoạt giải
- 1971 - Monica Maughan (A City's Child)
- 1972 - Jacki Weaver - (Stork)
- 1973 - Judy Morris - (Libido: The Child)
- 1974/5 - Julie Dawson - (Who Killed Jenny Langby)
- 1976 - Helen Morse - (Caddie)
- 1977 - Pat Bishop - (Don's Party)
- 1978 - Angela Punch-McGregor - (The Chant of Jimmie Blacksmith)
- 1979 - Michelle Fawdon - (Cathy's Shild)
- 1980 - Tracy Mann - (Hard Knocks)
- 1981 - Judy Davis - (Winter Of Our Dreams)
- 1982 - Noni Hazlehurst - (Monkey Grip)
- 1983 - Wendy Hughes - (Careful, He Might Hear You)
- 1984 - Angela Punch-McGregor - (Annie's Coming Out)
- 1985 - Noni Hazlehurst - (Fran)
- 1986 - Judy Davis - (Kangaroo)
- 1987 - Judy Davis - (High Tide)
- 1988 - Nadine Garner - (Mullaway)
- 1989 - Meryl Streep - (Evil Angels)
- 1990 - Catherine McClements - (Weekend With Kate)
- 1991 - Sheila Florance - (A Woman's Tale)
- 1992 - Lisa Harrow - (The Last Days of Chez Nous)
- 1993 - Holly Hunter - (The Piano)
- 1994 - Toni Collette - (Muriel's Wedding)
- 1995 - Jacqueline McKenzie - (Angel Baby)
- 1996 - Judy Davis - (Children Of The Revolution)
- 1997 - Pamela Rabe - (The Well)
- 1998 - Deborah Mailman - (Radiance)
- 1999 - Sacha Horler - (Praise)
- 2000 - Pia Miranda - (Looking for Alibrandi)
- 2001 - Kerry Armstrong - (Lantana)
- 2002 - Maria Theodorakis - (Walking on Water)
- 2003 - Toni Collette - (Japanese Story)
- 2004 - Abbie Cornish - (Somersault)
- 2005 - Cate Blanchett - (Little Fish)
- 2006 - Emily Barclay - (Suburban Mayhem)
- 2007 - Joan Chen - (The Home Song Stories)
- 2008 - Monic Hendrickx - (Unfinished Sky)